# Valice (Słowacja)
Valice (węg. Alsóvály) – wieś (obec) na Słowacji położona w kraju bańskobystrzyckim, w powiecie Rymawska Sobota. Pierwsze wzmianki o miejscowości pochodzą z roku 1247. 
Według danych z dnia 31 grudnia 2012, wieś zamieszkiwało 321 osób, w tym 157 kobiet i 164 mężczyzn.
W 2001 roku rozkład populacji względem narodowości i przynależności etnicznej wyglądał następująco:
- Słowacy – 20,39%
- Romowie – 18,75%
- Węgrzy – 60,86%

Ze względu na wyznawaną religię struktura mieszkańców kształtowała się w 2001 roku następująco:
- Katolicy rzymscy – 50%
- Ewangelicy – 10,2%
- Ateiści – 1,64%
- Nie podano – 1,32%